# Élections législatives de 1820 dans l'Aisne
Les élections législatives françaises de 1820 se déroulent les 13 et 14 novembre 1820. Dans l'Aisne, deux députés — sur les six que compte le département — sont à élire dans le cadre d'un scrutin plurinominal majoritaire.

## Mode de scrutin
Le département dispose de six représentants pour la Chambre des députés des départements, d'après la loi du double vote du 29 juin 1820, dont quatre sont élus par des collèges d'arrondissement et deux sont élus par un grand collège rassemblant le quart le plus riche des électeurs. Seuls ces derniers sont concernés par l'élection législative de 1820.

## Députés élus

### Élus par le collège départemental (concernés par le renouvellement de 1820)
| Député élu         |  | Parti            |
| ------------------ |  | ---------------- |
| Scipion de Nicolaï |  | Constitutionnels |
| Ange d'Esterno     |  | Constitutionnels |

### Élus en 1819 (non concernés par le renouvellement de 1820)
| Député                               |  | Parti            |
| ------------------------------------ |  | ---------------- |
| Charles Henri Le Carlier d'Ardon     |  | Constitutionnels |
| Guillaume-Xavier Labbey de Pompières |  | Constitutionnels |
| Maximilien Sébastien Foy             |  | Constitutionnels |
| Alexandre Méchin                     |  | Constitutionnels |

## Résultats

### Résultats globaux
| Parti          | Parti            | Premier tour | Premier tour | Second tour | Second tour | Sièges |
| Parti          | Parti            | Voix         | %            | Voix        | %           | Sièges |
| -------------- | ---------------- | ------------ | ------------ | ----------- | ----------- | ------ |
|                | Constitutionnels | 243          | 69,63        | 190         | 52,92       | 2      |
|                |                  |              |              |             |             |        |
|                | Ultra-royalistes | 106          | 30,37        | 169         | 47,08       | 0      |
|                |                  |              |              |             |             |        |
|                |                  |              |              |             |             |        |
| Exprimés       | Exprimés         | 349          | 95,62        | 359         | 100,00      |        |
| Blancs et nuls | Blancs et nuls   | 16           | 4,38         | 0           | 0,00        |        |
| Total          | Total            | 365          | 89,02        | 359         | 87,56       |        |
| Abstention     | Abstention       | 45           | 10,98        | 51          | 12,44       |        |
| Inscrits       | Inscrits         | 410          | 100,00       | 410         | 100,00      |        |

### Résultats détaillés

#### Grand collège
- Députés élus : Scipion de Nicolaï (Constitutionnels) et Ange d'Esterno (Constitutionnels).

| Candidat       | Candidat           | Parti            | Premier tour | Premier tour | Second tour | Second tour |
| Candidat       | Candidat           | Parti            | Voix         | %            | Voix        | %           |
| -------------- | ------------------ | ---------------- | ------------ | ------------ | ----------- | ----------- |
|                | Scipion de Nicolaï | Constitutionnels | 211          | 57,81        |             |             |
|                | M. Lepron          | Ultra-royalistes | 179          | 49,04        | 169         | 47,08       |
|                | Ange d'Esterno     | Constitutionnels | 176          | 48,22        | 190         | 52,92       |
|                | M. Joly            | Constitutionnels | 130          | 35,62        |             |             |
|                |                    |                  |              |              |             |             |
| Exprimés       | Exprimés           | Exprimés         | 349          | 95,62        | 359         | 100,00      |
| Blancs et nuls | Blancs et nuls     | Blancs et nuls   | 16           | 4,38         | 0           | 0,00        |
| Total          | Total              | Total            | 365          | 89,02        | 359         | 87,56       |
| Abstention     | Abstention         | Abstention       | 45           | 10,98        | 51          | 12,44       |
| Inscrits       | Inscrits           | Inscrits         | 410          | 100,00       | 410         | 100,00      |